# ПЗТ (пуля)
Пуля ПЗТ — это ружейная пуля украинского производства для принудительной остановки транспортных средств.

## История
В конце 1990х годов НПО «Форт» было разработано ружьё Форт-500, в 2000 году поступившее на вооружение подразделений МВД Украины, к которому началась разработка боеприпасов различного назначения.
27 ноября 2008 года государственный научно-исследовательский институт МВД Украины подал заявку на регистрацию патента ружейной пули для остановки транспортных средств и 10 апреля 2009 года патент был зарегистрирован, выпуск пули освоила киевская фирма ООО «Лаборатория прикладной химии».
В сентябре 2011 года пуля ПЗТ была представлена на проходившей в Киеве оружейной выставке «Зброя та безпека-2011».
16 марта 2013 года была предотвращена попытка побега из колонии № 49 в селе Новый Стародуб Кировоградской области двух заключённых на вертолёте Robinson R44 (захваченном двумя их сообщниками, под угрозой оружия заставившими пилота посадить вертолёт во внутреннем дворе тюрьмы). После этого, в августе 2013 года 1246 шт. пуль ПЗТ было изготовлено для государственной пенитенциарной службы Украины.
1 октября 2013 года партия пуль была заказана МВД Украины, и осенью 2013 года «Лаборатория прикладной химии» изготовила ещё 6730 шт. пуль ПЗТ для украинской милиции.
После начала в ноябре 2013 года Евромайдана в Киеве были зафиксированы несколько случаев применения пуль ПЗТ. В это же время в средствах массовой информации Украины появились сообщения о том, что "МВД Украины использует незаконные ружейные патроны 12-го калибра для остановки транспорта".
По данным директора ООО «Лаборатория прикладной химии», именно пулей ПЗТ была повреждена автомашина-водомёт МВД Украины и именно пулей ПЗТ был 22 января 2014 года смертельно ранен участник Евромайдана Р. Сеник.
21 июля 2017 года в электронной системе закупок "ProZorro" был объявлен контракт на закупку для полиции Украины дополнительного количества ружейных патронов 12-го калибра на общую сумму 110 000 гривен.

## Описание
Пуля ПЗТ разработана на основе конструкции французской пули Р. Блондо и советской пули О. Рубейкина, но в отличие от этих пуль имеет сердечник из термоупрочнённой стали (что обеспечивает пуле ПЗТ повышенное пробивное действие). Запатентованы также отношение массы сердечника к массе оболочки пули (0,45) и соотношение толщины оболочки к диаметру сердечника пули (от 0,2 до 0,3). 
Корпус пули в виде "катушки для ниток" изготавливается из латуни.
По данным разработчиков, пробивное действие ружейного патрона 12-го калибра с пулей ПЗТ позволяет использовать боеприпасы этого типа не только для остановки автомашин, но и для отстрела дверных замков, дверных петель, а также обезвреживания преступников в средствах индивидуальной защиты.

## Страны-эксплуатанты
- Украина - с 2013 года используется тюремной охраной и спецподразделениями МВД Украины[2]